# 江西上饶第五小学杀人案
江西上饶第五小学杀人案是2019年5月10日發生在中国江西省上饒市信州區上饶市第五小学的一起家長殺害9歲學生的案件。

## 案情
江西上饶第五小学一班級的學生何某某与向父母反映其多次被同桌刘某某欺负。2019年5月9日，何某某父親王小建在班级微信群发消息质问刘某某。刘某某之父刘某在微信群向王小建道歉，劉某希望直接添加王小建為微信好友，王小建拒絕，劉某轉而選擇添加王小建之妻何某的微信並與之沟通。
2019年5月10日7时40分许，刘某送刘某某上學後離開，并通過微信告知何某刘某某会向何某某道歉，班主任答应會调整座位。8时22分许，王小建送何某某上学，由於在校门口未能等到刘某某家长，王小建非常不滿，決定将何某某送回家中，何某則电话告知王小建事情在协调解决，希望让女儿前去上课，王小建並未聽從，同時王小建在送女兒回家途中购买一把屠宰刀。此時班主任已將劉某某調整座位，並將其安排在教師最後一排，單獨就坐。9时12分许，王小建携带屠宰刀進入学校，在教师办公室见到何某在与班主任沟通後，仍舊衝入劉某某所在的教室，朝劉某某胸腹部、背臀部等部位捅刺十几刀，又将刘某某拎出教室摔在走廊上，導致刘某某因腹主动脉、下腔静脉破裂而大量失血死亡。公安人员最終在在学校操场边的台阶上將正在就坐的王小建抓获。

## 司法进程
2019年11月29日上午，江西省上饶市中级人民法院一审公开开庭。法院以故意杀人罪判处被告人王小建死刑，剥夺政治权利终身。王小建当庭表示服判，不上诉。
2021年1月28日，王小建被执行死刑。截至2月20日，劉某某的母親程某女士向新京報記者表示尚未收到何某某一家的道歉。